# Hof van Rijhove

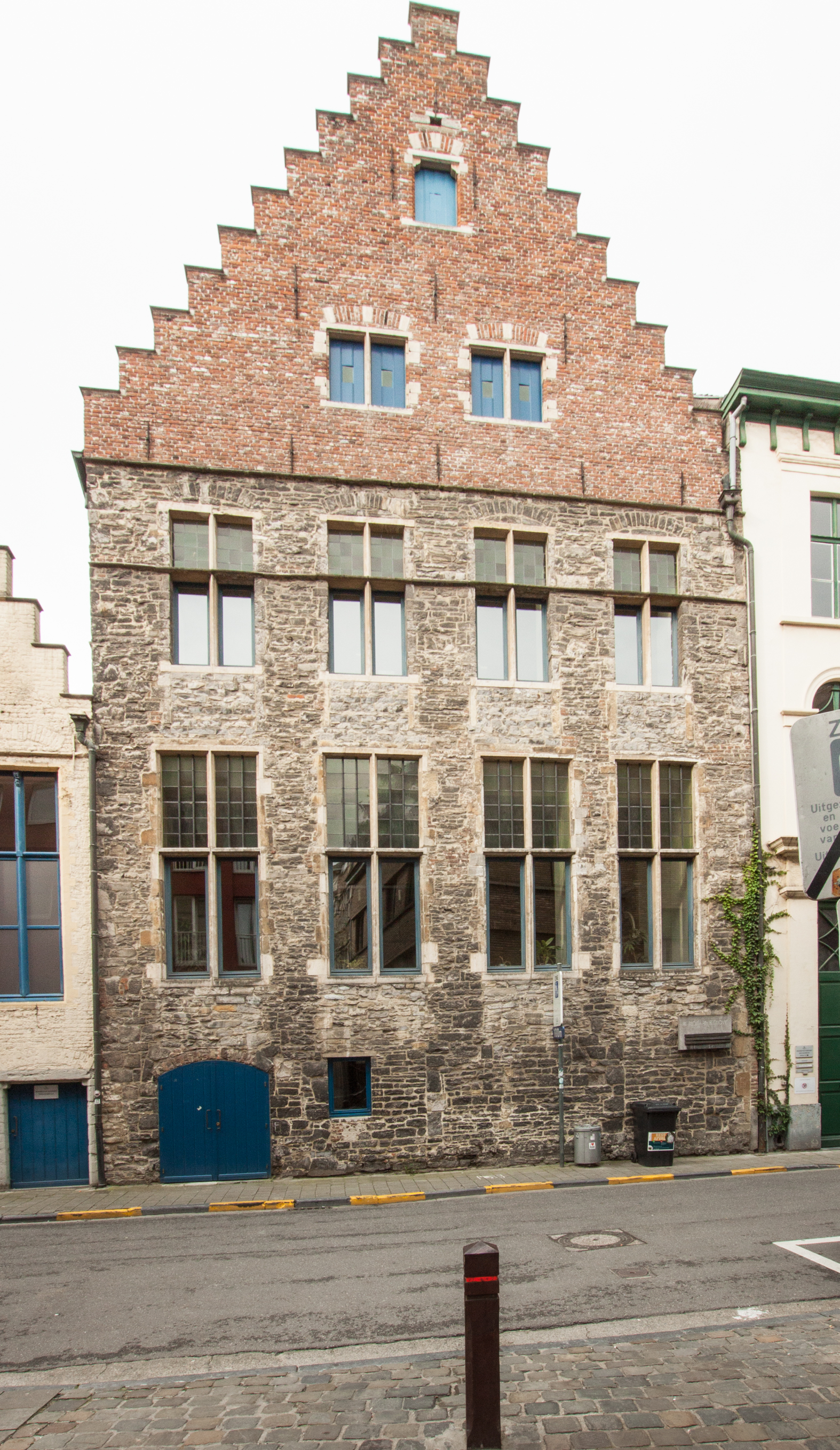
Hof van Rijhove

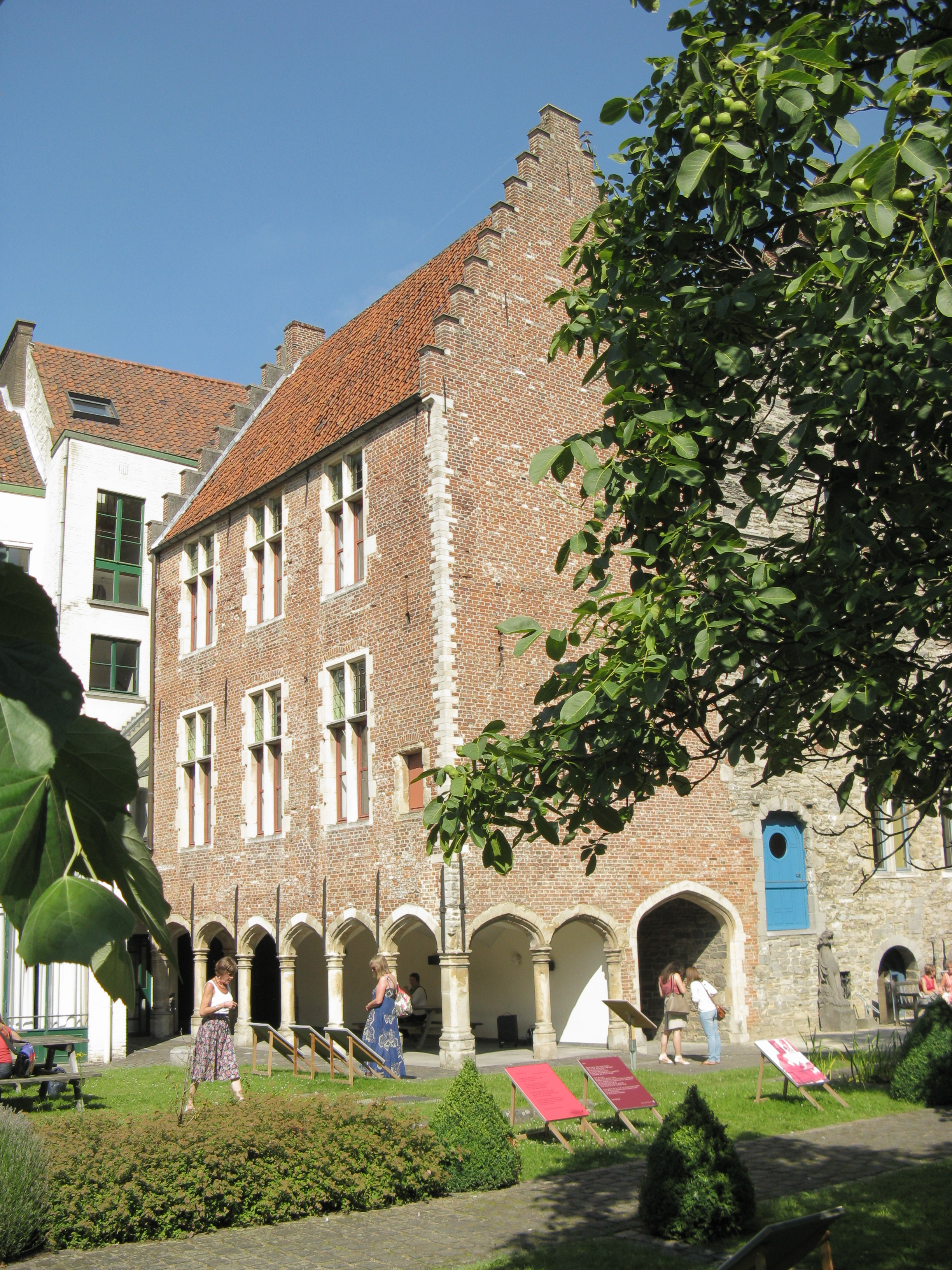
Het Hof van Ryhove (achteraanzicht)

Het Hof van Rijhove is een middeleeuws steen gelegen in de Oost-Vlaamse hoofdplaats Gent. Het bevindt zich in de Onderstraat, een van de oudste straten van de stad.

## Bouwgeschiedenis
De oudste sporen van een gebouw op deze plaats dateren van de 10e eeuw. In de 12e eeuw werd het vermoedelijk vervangen door een groter gebouw in Doornikse kalksteen waarvan een restant nog te zien is op het ondergrondse niveau van het gebouw. In de 13e eeuw werd tijdens een verhoging van het straatniveau een grotere residentie in romaanse stijl opgetrokken. De structuur hiervan is nog bijna intact. De achterste trapgevel is het best bewaarde deel uit die periode. Het gebouw had langs de straatzijde een gekanteelde schildgevel die in de 16e eeuw door de huidige gevel werd vervangen. Toen werd ook het bakstenen gebouwtje met de kalkstenen zuiltjes rechts van het hoofdgebouw opgetrokken. Op het erf staat een bakstenen achterhuis met een 14-eeuwse kern. Een groot deel van de middeleeuwse tuin is nog bewaard.

### Vanaf de 16e eeuw
In november 1576 werd na een periode van onlusten tussen Rooms-katholieken en Protestanten de Pacificatie van Gent ondertekend. Tijdens de onderhandelingen werd het Spanjaardenkasteel door de troepen van Willem van Oranje belegerd en veroverd. Vanaf december 1577 werd de stad bestuurd door een calvinistisch bewind en werd Willem van Oranje als overwinnaar ingehaald. Franchois (Frans) vander Kethulle van Ryhove leider van het calvinistisch bewind (1577-1584) in Gent, was de toenmalige eigenaar. Samen met Jan van Hembyze bestuurde hij de stad. In deze hoedanigheid ontving hij er meermaals Willem van Oranje. In het gebouw hield hij er verschillende katholieke hoogwaardigheidsbekleders gevangen. Dit pand werd ook gebruikt voor vergaderingen. Na de val van dit bestuur in 1584 kwam het gebouw in het bezit van verschillende families die vooral het interieur aan de gangbare stijlen van de 18e en 19e eeuw hebben aangepast. Na de Eerste Wereldoorlog werd het gebouw in huurpanden verdeeld met verwaarlozing en verval tot gevolg. In 1949 werd het gebouw geïnventariseerd als beschermd monument en kwam op de lijst van middeleeuwse stenen onder het N° S124. In 1976 werd het door de Stad Gent aangekocht. In samenwerking met de Dienst Monumentenzorg en Stadsarcheologie werd op wetenschappelijk verantwoorde wijze een aanvang gemaakt met de restauratie en conservering van de verschillende bouwdelen.

## Bewoners
Sommige bronnen vermelden dat in de 13e eeuw dit pand eigendom was van de familie Braem. Dit is echter onzeker omdat er verwarring bestaat met een pand dat toen eigendom was van de patriciërsfamilie Braem en aan de aangrenzende smalle Werregarenstraat stond. De oudste bronnen die met zekerheid over de bewoners van dit pand berichtten dateren uit de 14e eeuw. In 1371 woonde er ene ridder Simon de Rijke (vandaar dat het gebouw lange tijd als het Simon sRijkensteen bekendstond), een patriciër die zijn rijkdom had vergaard met de lakenhandel.
Tussen dit jaar en 1424, het jaar waarin voor het eerst de naam Vander Kethulle opduikt, werd het pand bewoond door diverse vooraanstaande personen waaronder edellieden, patriciërs en raadsheren van het Bourgondisch hof. Vanaf 1424 was Jan vander Kethulle eigenaar van dit pand. Hij was een van de voorouders van Frans vander Kethulle, heer van Rijhove, die in 1541 dit gebouw door goederenverdeling verwierf. Halfweg de 19e eeuw hadden de gebroeders Van der Schelden er een bloeiende drukkerij waar begin 20e eeuw Armand Heins zijn drukwerk liet uitvoeren.

## Na 1945
Momenteel biedt het onderdak aan de secretariaten van de politieke fracties in de Gentse gemeenteraad.